# Parc del Turonet

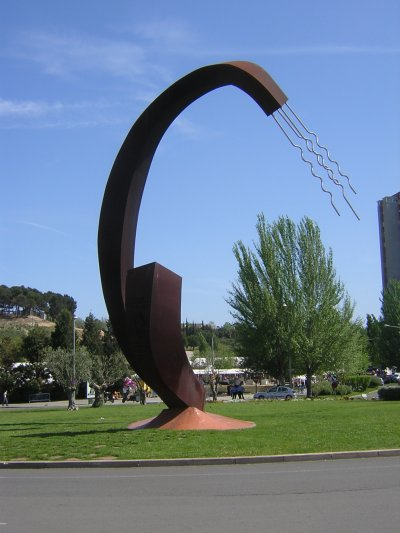
La C de Cerdanyola, amb el Parc del Turonet al Fons.

El Parc del Turonet es el parc urbà més gran de Cerdanyola del Vallès; ocupa un total de 9,5 hectàrees i gran part del turó de Ca n'Altimira o de les Fontetes (103 metres d'alçada), conegut popularment com "el Turonet". L'espai està situat al sud-est del terme municipal.
Del seu origen boscà en dona testimoni la pineda que es conserva al cim, tot i que els vessants han estat un espai dedicat al conreu des de ben antic i fins a la dècada de 1970.
El 1995 es va inaugurar el parc actual, gràcies a l'actuació de l'Àrea Metropolitana de Barcelona. Al peu del turó, pel nord, s'hi veu el barri de les Fontetes i la seva pineda, la plaça de l'Estatut, el passeig d'Horta i la ronda de Cerdanyola.

## Història
Històricament era una zona boscana. Amb els anys, part del turó utilitzada pel conreu de la vinya, ús que se li va donar fins ben avançat el segle xx. A principis del segle XX Cerdanyola era una vila d'estiueig i el Turonet es va veure afectat per algun projecte de ciutat-jardí, iniciat als anys 20 des del cim i ocupant les vessants nord i est.

### Construcció d'edificis
El 1968 el Patronat Municipal de la Vivienda de Barcelona va aprovar la creació del projecte del polígon Canaletes, destinat a crear habitatge per a 30.000 persones, al vessant sud del turó, amb una forta oposició popular.
Per començar, es va construir un únic edifici mostra de 14 plantes, al principi del passeig d'Horta. On actualment hi ha el parc també es preveia l'edificació del polígon Altimira. Tots dos projectes es van anul·lar. A finals de la dècada de 1980, es va reimpulsar la urbanització de la zona de Canaletes, i el 1993 es va arribar a un acord signant un conveni entre l'AMB, l'IMPSOL i l'Ajuntament per construir-hi habitatges no tan alts ni massificats com els del primer projecte.